# Uzruj
Uzruj – wieś na Ukrainie, w obwodzie czernihowskim, w rejonie nowogrodzkim.